# Скробув
Скробув (пол. Skrobów) — село в Польщі, у гміні Любартів Любартівського повіту Люблінського воєводства.
Населення — 497 осіб (2011).

## Демографія
Демографічна структура станом на 31 березня 2011 року:
|          | Загалом | Допрацездатний вік | Працездатний вік | Постпрацездатний вік |
| -------- | ------- | ------------------ | ---------------- | -------------------- |
| Чоловіки | 240     | 62                 | 159              | 19                   |
| Жінки    | 257     | 55                 | 150              | 52                   |
| Разом    | 497     | 117                | 309              | 71                   |